# Sophta infrarubra
Sophta infrarubra är en fjärilsart som beskrevs av Embrik Strand 1920. Sophta infrarubra ingår i släktet Sophta och familjen nattflyn. Inga underarter finns listade i Catalogue of Life.